# Constante Du Bois Reymond
Las constantes Du Bois Reymond, (Paul David Gustav) {\displaystyle C_{n}} están definidas por
{\displaystyle C_{n}\equiv \int _{0}^{\infty }\left|{{d \over dt}\left({\operatorname {sen} t \over t}\right)^{n}}\right|\,dt-1}
Estas constantes pueden también escribirse como:
{\displaystyle C_{n}=2\sum _{k=1}^{\infty }(1+x_{k}^{2})^{(-n/2)}}
donde  {\displaystyle x_{k}} es la k-ésima raíz de 
{\displaystyle t=\tan(t)}
Además tenemos la siguiente serie
{\displaystyle \sum _{n=1}^{\infty }{1 \over x_{k}^{2}}={1 \over 10}}
En el siguiente gráfico se ve la representación de la función
{\displaystyle \left|{{d \over dt}\left({\operatorname {sen} t \over t}\right)^{n}}\right|}
para los primeros cuatro valores de {\displaystyle n}

La integración numérica de esta función es difícil. Los cuatro primeros valores de estas constantes son:

{\displaystyle C_{1}} diverge 
{\displaystyle C_{2}\approx 0.1945}
{\displaystyle C_{3}\approx 0.028254}
{\displaystyle C_{4}\approx 0.00524054}

Las constantes pares de Bois Reymond pueden ser calculadas analíticamente como polinomios en {\displaystyle e^{2}}.
{\displaystyle C_{2}={1 \over 2}(e^{2}-7)}
{\displaystyle C_{4}={1 \over 8}(e^{4}-4e^{2}-25)}